# Medebewind
Medebewind is de plicht van lagere overheden om medewerking te geven aan de uitvoering van regelingen van de hogere overheid. Zo moet een gemeente bijvoorbeeld meehelpen aan de uitvoer van de wet op de sociale zekerheid als een persoon daar volgens de rijksoverheid voor in aanmerking komt.
Medebewind staat tegenover autonomie.

## Medebewind in Nederland
In Nederland vindt de verplichting voor provincies en gemeenten om medebewind te voeren haar wettelijke grondslag in artikel 124 lid 2 van de Grondwet:
- 2. Regeling en bestuur kunnen van provincies en gemeenten worden gevorderd bij of krachtens de wet.